# Bakterio- und Virioplankton

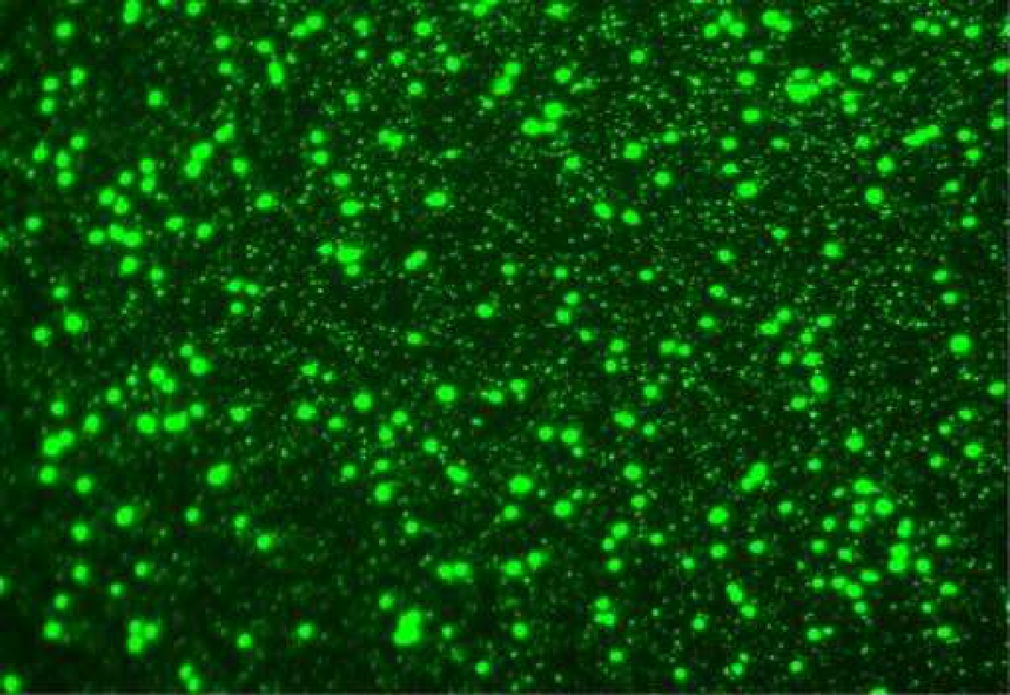
Mikroskopische Aufnahme einer Wasserprobe. Die größeren Objekte repräsentieren Bakterien, die kleinen Partikel sind Viren (CybrGreen-Färbung).

Unter den Begriffen Bakterioplankton und Virioplankton versteht man die kleinsten Komponenten des Planktons. Das Bakterioplankton wird durch alle frei im Wasser schwebenden Bakterien und Archaeen gebildet, es enthält also die kleinsten wasserlebenden Organismen. Alle im Wasser vorkommenden Viren werden als Virioplankton bezeichnet.

## Einteilung nach Größe
Das Größenspektrum des Bakterioplanktons liegt etwa zwischen 0,1 und 5 µm. Es verteilt sich damit auf die Größenkategorien des Femtoplanktons (Organismen einer Größe zwischen 0,02 und 0,2 µm), des Picoplanktons (0,2–2,0 µm) und des Nanoplanktons (2,0–20 µm). Der weitaus größte Teil des Bakterioplanktons gehört zum Picoplankton.
| Einteilung des Planktons nach Organismen und deren Größe |                             |                           |                          |                           |                          |                         |                          |
|                                                          | Femtoplankton (0,02–0,2 µm) | Picoplankton (0,2–2,0 µm) | Nanoplankton (2,0–20 µm) | Mikroplankton (20–200 µm) | Mesoplankton (0,2–20 mm) | Makroplankton (2–20 cm) | Megaplankton (20–200 cm) |
| Virioplankton                                            |                             |                           |                          |                           |                          |                         |                          |
| Bakterioplankton                                         |                             |                           |                          |                           |                          |                         |                          |
| Mykoplankton                                             |                             |                           |                          |                           |                          |                         |                          |
| Phytoplankton                                            |                             |                           |                          |                           |                          |                         |                          |
| Protozooplankton                                         |                             |                           |                          |                           |                          |                         |                          |
| Metazooplankton                                          |                             |                           |                          |                           |                          |                         |                          |
| Nekton                                                   |                             |                           |                          |                           |                          |                         |                          |

Die Größenkategorie des Femtoplanktons ist weitgehend identisch mit dem Virioplankton. Es enthält Planktonbestandteile einer Größe, die vielfach nur mit speziellen Färbetechniken oder im Elektronenmikroskop sichtbar sind. Es wird fast ausschließlich durch in der Wassersäule vorkommende Viren gebildet, vor allem Bakteriophagen, also Viren, die im Wasser lebende Bakterien befallen. Aber auch Viren, die Algen und Protozoen infizieren, zählen hierzu.
Man schätzt, dass etwa zehnmal so viele Viren wie Bakterien im Wasser vorkommen. Selbst im Trinkwasser befinden sich etwa 105 bis 106 Phagen pro Milliliter. Aus zahlreichen Stichproben hat man errechnet, dass in den Weltmeeren eine Anzahl von etwa 1031 Viren vorkommt. Um diese enorme Zahl zu verdeutlichen, kann folgendes Gedankenexperiment dienen: Würde man alle diese Viren aneinanderreihen, entstünde trotz ihrer submikroskopischen Größe eine Kette von etwa 400.000 Lichtjahren Länge. (Unsere Galaxie hat einen Durchmesser von etwa 100.000 Lichtjahren.)

## Cyanophagen
Eine große Gruppe aquatischer Viren bilden Cyanophagen. Diese Viren infizieren Cyanobakterien. Cyanophagen haben große Bedeutung für die Kontrolle sich massenhaft vermehrender Cyanobakterien im Sommer („Algenblüte“). Die meisten dieser Cyanobakterien sind durch filamentöses Wachstum und Toxinbildung resistent gegen Fraß durch Rotatorien und Krebse. Cyanophagen wirken einer Massenvermehrung jedoch effektiv entgegen (Kill-the-winner-Hypothese, KTW). Entsprechend ist kurz nach dem Höhepunkt der Cyanobakterienentwicklung ein Höhepunkt der Cyanophagenzahl im Wasser beobachtbar. Interessant ist, dass Cyanophagen oft Gene für Prozesse der bakteriellen Photosynthese besitzen. Infizierte Cyanobakterien verlieren damit die Kontrolle über ihr Photosystem und sind gezwungen, Energie und Komponenten für die Phagenvermehrung bereitzustellen.

## Bedeutung im Ökosystem

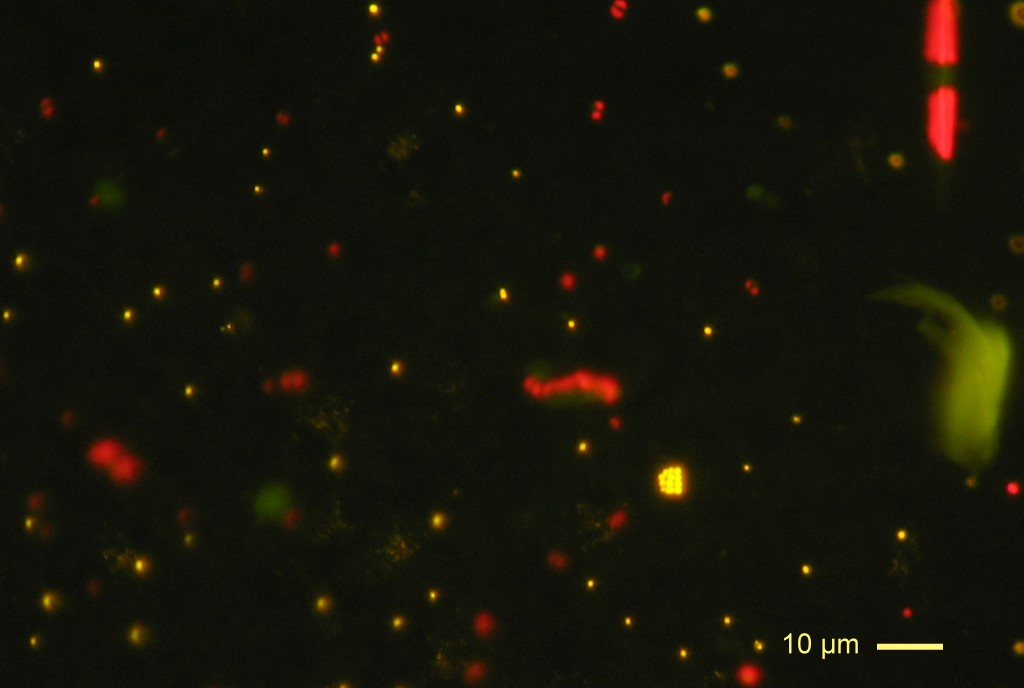
Photosynthese betreibendes Picoplankton einer Meerwasserprobe im Epifluoreszenzmikroskop. Orangefarbene Objekte repräsentieren Cyanobakterien der Gattung Synechococcus. Die rot erscheinenden Zellen sind keine Bakterien, sondern Eukaryoten.

Virio- und Bakterioplankton haben große Bedeutung für den Stoffumsatz in den Gewässern. Photosynthese betreibende Bakterien (zum Beispiel Purpur-, Grüne- und Cyanobakterien sowie Chlorobien und phototrophe Archaeen) bilden neben Algen mit ihrer Primärproduktion die Grundlage aquatischer Nahrungsnetze. Sie stellen die Nahrungsgrundlage für Protozoen und Rotatorien dar, die wiederum von größeren Organismen (zum Beispiel Krebsen) gefressen werden. Ein Großteil des Stoffumsatzes findet aber nicht in höheren Trophiestufen, sondern durch Interaktionen von Viren und Bakterien untereinander („microbial loop“) statt. Etwa 50 Prozent aller planktonischen Prokaryoten (Bakterien und Archaeen) enthalten mindestens ein funktionelles Phagengenom, sind also durch ein Virus infiziert. Werden die Bakterien durch Viren abgetötet, setzt dies unmittelbar Nährstoffe frei.
Außerdem ist das Bakterioplankton maßgeblich am Schadstoffabbau in Gewässern, also an Selbstreinigungsprozessen beteiligt.
Die Bedeutung des Virio- und Bakterioplanktons sowie deren Interaktionen werden durch die Limnomikrobiologie bzw. die marine Mikrobiologie untersucht.